# Mbamti-Laïnde
Mbamti-Laïnde est un village de la commune de Banyo situé dans la région de l'Adamaoua et le département du Mayo-Banyo au Cameroun.

## Population
En 1967, Mbamti-Laïnde comptait 291 habitants, principalement Foulbe.
Lors du recensement de 2005, 1 332 personnes y ont été dénombrées.